# 第6號交響曲 (舒伯特)
第6號交響曲，目錄第589號，是弗朗茨·舒伯特于1817至1818年在维也纳创作的作品，完成於1818年2月。为了与同样以C大調寫成的《第9號交響曲》“伟大”区分开来，这首交响曲也被称为“小巧C大调交响曲”。其演奏时间约为28分钟。

## 创作背景
这部交响曲的创作始于1817年10月，并在1818年2月完成，比第五交响曲晚一年完成。不同于舒伯特早期交响曲创作仅需几周的准备时间，第六交响曲的创作历时五个月。可能在这段时间内舒伯特曾中断过创作，但在实际的作曲过程中，他的进度较为迅速。
在完成作曲后，舒伯特将第六交响曲因包含单簧管、小号和定音鼓而命名为“C大调大型交响曲”。如今，D 944 C大调交响曲被称为“C大调大型交响曲”，而第六交响曲 D 589 则因区分而得名“小C大调交响曲”。

## 音乐特点

### 第一乐章：Adagio – Allegro
C大调，3/4拍 – C大调，2/2拍（alla breve）
伴随管弦乐队全奏，第一乐章的沉稳引子以Adagio节奏开始。该引子在第8小节的和弦中通过音阶和颤音的返调，仿佛再次开启交响曲，或在第18小节出现的意外、抒情般的单簧管独奏，都呈现出歌唱剧的特质，并成为Allegro主题的必不可少的导引部分。Allegro主题本身则令人联想到约瑟夫·海顿的第100交响曲（“军队交响曲”）。
主题在第187小节的出现似乎是再现段的开始；然而，随之而来的却是一个在降E大调上的展开部，随后在“色彩丰富的惊喜效果”中再现段才突然展开。类似效果也出现在尾声的fortissimo中，急速进行的紧缩段进入了一个大规模的和弦。

### 第二乐章：Andante
F大调，2/4拍
第二乐章的Andante包含一个抒情的民歌风主题，结合了舒伯特个人的音乐语言。此乐章的特点在于沉稳内省的段落与行进风格和意大利歌剧音乐之间的对比。音乐学家沃尔夫冈·施特尔认为舒伯特在此乐章中的表现超越了界限，“多次触碰到平庸和二流音乐的边缘”«。
乐章中部的第二段从第49小节开始，不再使用旋律，而是通过不断重复的三连音动机创造出一种平铺直叙的效果。这一部分令人联想到舒伯特后期交响曲的风格。

### 第三乐章：谐谑曲. Presto – 三重奏. Più lento
C大调，3/4拍 – E大调，3/4拍
第三乐章的Presto是舒伯特在交响曲中首次以谐谑曲命名乐章，受到了路德维希·范·贝多芬第二交响曲的启发。舒伯特设计的主部段有48小节，超过了贝多芬第一交响曲第三乐章8小节主部段的长度，但在形式和结构上仍受八小节结构的影响。
音乐的能量贯穿所有声部向各个方向延展。与之相对的是，本乐章三重奏部分具有民间音乐的音调，发展较为平稳。

### 第四乐章：Allegro moderato
C大调，2/4拍
第四乐章的奏鸣曲形式不包含展开部，尾声较长，并且采用了意大利序曲的风格，以并列而非动态发展的形式进行。舒伯特在此乐章中追随了意大利歌剧作曲家焦阿基诺·罗西尼的风格，他曾称罗西尼为“杰出的天才”。罗西尼的音乐在当时非常流行，这影响了第六交响曲的终曲以及同时期创作的序曲（D 590 和 D 591）。

## 配器

### 配器
| - 木管 - 長笛：2 - 雙簧管：2 - C調單簧管：2 - 低音管：2 | - 銅管 - C調法國號：2 - C調小號：2 | - 定音鼓 | - 弦樂器 |

## 影响
根据法学家利奥波德·冯·松莱特纳的记载，这部交响曲在完成后不久便在哈特维希乐团的贡德尔霍夫私演音乐会上，或是在哈特维希生病后，在安东·佩滕科弗尔主持下于农贸市场举行的演出中进行了首演。
这部交响曲的首次公开演出是在舒伯特去世几周后的1828年12月14日，由指挥家约翰·巴普蒂斯特·施米德尔在维也纳大雷多特大厅的«维也纳音乐之友协会»订阅音乐会上进行的。随后，在1829年3月12日，这部交响曲可能在维也纳下奥地利宫的精神音乐会中再次演出。
在1828年12月14日的音乐会上，《普通音乐报》于1829年2月4日刊载了如下评论：
12月14日，在皇帝大雷多特大厅：第二次音乐会 [...]：C大调新交响曲，弗朗茨·舒伯特（遗作）：这是一部美丽且精心制作的作品，其中特别引人注目的是谐谑曲和终曲。可能会受到批评的是，吹奏乐器的安排过于丰富，而弦乐器则显得相对次要。——《普通音乐报》，1829年2月4日
1861年1月19日，《维也纳德意志音乐报》提出疑问，1828年音乐会上演的“C大调交响曲”究竟是“第六交响曲”还是“C大调大型交响曲”（当时被称为“第七交响曲”）。这一不确定性被利奥波德·冯·松莱特纳明确解答，他曾亲身观摩了1828年12月和1829年3月的演出。
此交响曲在1884年由约翰内斯·勃拉姆斯编辑的舒伯特交响曲《旧全集》由布赖特科普夫与黑特尔音乐出版社出版。勃拉姆斯认为舒伯特的所谓“青年交响曲”艺术价值不高，应该“不过是保存下来，这样可以通过副本传播”。
安东宁·德沃夏克是少数几位赞赏舒伯特早期交响曲的作曲家之一，尽管这些作品受到了海顿和莫扎特的影响，他在“旋律的性格”、“和声的进展”和“许多精妙的配器细节”中看到了舒伯特的独特性。因此，他在纽约任教时，也将舒伯特的第六交响曲介绍给他的学生。
音乐学家阿尔弗雷德·爱因斯坦将这部交响曲描述为“指挥家们不太喜欢的作品，他们通常愿意选择‘悲怆交响曲’或亲密的B大调交响曲。难怪，它让他们感到困惑。它不符合任何模式”«。
今天，这部由82张横格式十二行乐谱组成的手稿由维也纳音乐之友协会收藏。

## 文献
1. ↑  .   [2009-01-30]. （原始内容存档于2009-01-30）.
2. ↑  Brown, A. Peter.  vol. 2. Indiana University Press. 2002: 609–615. ISBN 025333487X.
3. ↑  Carl Dahlhaus: Franz Schubert und das „Zeitalter Beethovens und Rossinis“. In: Jahre der Krise. S. 22–28, 1985, S. 27.
4. ↑  Renate Ulm (Hrsg.): Franz Schuberts Symphonien. Entstehung – Deutung – Wirkung. Dtv Bärenreiter, 2000, 167
5. ↑  Brief vom 19. Mai 1819, in: Otto Erich Deutsch (Hrsg.): Schubert. Die Dokumente seines Lebens (= Franz Schubert: Neue Ausgabe Sämtlicher Werke.) Kassel etc. 1964ff. (Neue Schubert-Ausgabe), Kassel etc. 1964, S. 79.
6. ↑  Ernst Laaff: Schuberts Sinfonien. Dissertation, Frankfurt 1931, Wiesbaden 1933., S. 21ff.
7. ↑  Demgegenüber vertritt der Wiener Musikhistoriker Otto Biba unter Hinweis auf ein Schreiben des Komponisten Josef Hüttenbrenner von 1842 die These, dass 1829 die „Große“ C-Dur-Sinfonie zur Aufführung gekommen sei. vgl. Otto Biba: Die Uraufführung von Schuberts Großer C-Dur-Symphonie – 1829 in Wien. Ein glücklicher Aktenfund zum Schubert-Jahr. In: Musikblätter der Wiener Philharmoniker 51, Wien 1997 S. 287–291. Diese Auffassung wurde von der Schubert-Forschung zurückhaltend aufgenommen, siehe: Vorwort. In: Werner Aderhold (Hrsg.): Sinfonie Nr. 8 in C. Neue Schubert-Ausgabe, Serie V, Band 4a. Bärenreiter, Kassel 2003 (BA 5554), 979-0-006-49713-3.
8. ↑  Schreiben von Leopold Sonnleithner vom 20. Januar 1861, abgedruckt in: Otto Erich Deutsch (Hrsg.): Schubert – Die Erinnerungen seiner Freunde. 2. Auflage. VEB Breitkopf und Härtel, Leipzig 1966, 第6號交響曲 (舒伯特)（德国国家图书馆目录相关文献）, S. 497 f.; ebenfalls abgedruckt in: Renate Ulm (Hrsg.): Franz Schuberts Symphonien. Entstehung – Deutung – Wirkung. dtv/Bärenreiter, München/Kassel 2000, ISBN 3-423-30791-9, S. 170 (《第6號交響曲 (舒伯特)》在Google Books的內容。).
9. ↑  Auch bei Heinrich Kreißle von Hellborn (1865) wird der Sachverhalt in seinem Werkverzeichnis eindeutig beschrieben
10. ↑  Johannes Brahms’ Brief an Breitkopf & Härtel vom März 1884, in: Johannes Brahms: Briefwechsel, Band 14, S. 353
11. 1 2  John Clapham:  Antonín Dvořák. Musician and Craftsman, London 1966 (Appendix II, S. 296–305: Franz Schubert, by Antonín Dvořák, S. 296ff).
12. ↑  Alfred Einstein: Schubert. Ein musikalisches Portrait, Zürich 1952, S. 164

- Brinkmann, Heinz (ed.). Franz Schubert: Sinfonie Nr. 6 C-Dur D 589. Entstehung, Aufführungen und frühe Rezeption. Kassel: Bärenreiter, 1999. 116 p.
- Brinkmann, Heinz (ed.). Franz Schubert: Symphonie Nr. 6 C-Dur D 589. Kassel: Bärenreiter, 2003. 76 p.
- Green, Jonathan (2009). A Conductor's Guide to the Choral-Orchestral Works of the Classical Period: Haydn and Mozart. Lanham: Scarecrow Press. p. 112. ISBN 978-0810842069.
- Newbould, Brian. . Toccata Press. 1992. ISBN 0907689264.
- Schubert, Franz. (1884). Symphonie Nr. 6 C-Dur D 589: 1827. Leipzig: Breitkopf & Härtel.